# Adolf Ehrhardt
Karl Ludwig Adolf Ehrhardt (* 21. November 1813 in Berlin; † 19. November 1899 in Wolfenbüttel) war ein deutscher Maler der Düsseldorfer Schule.

## Leben

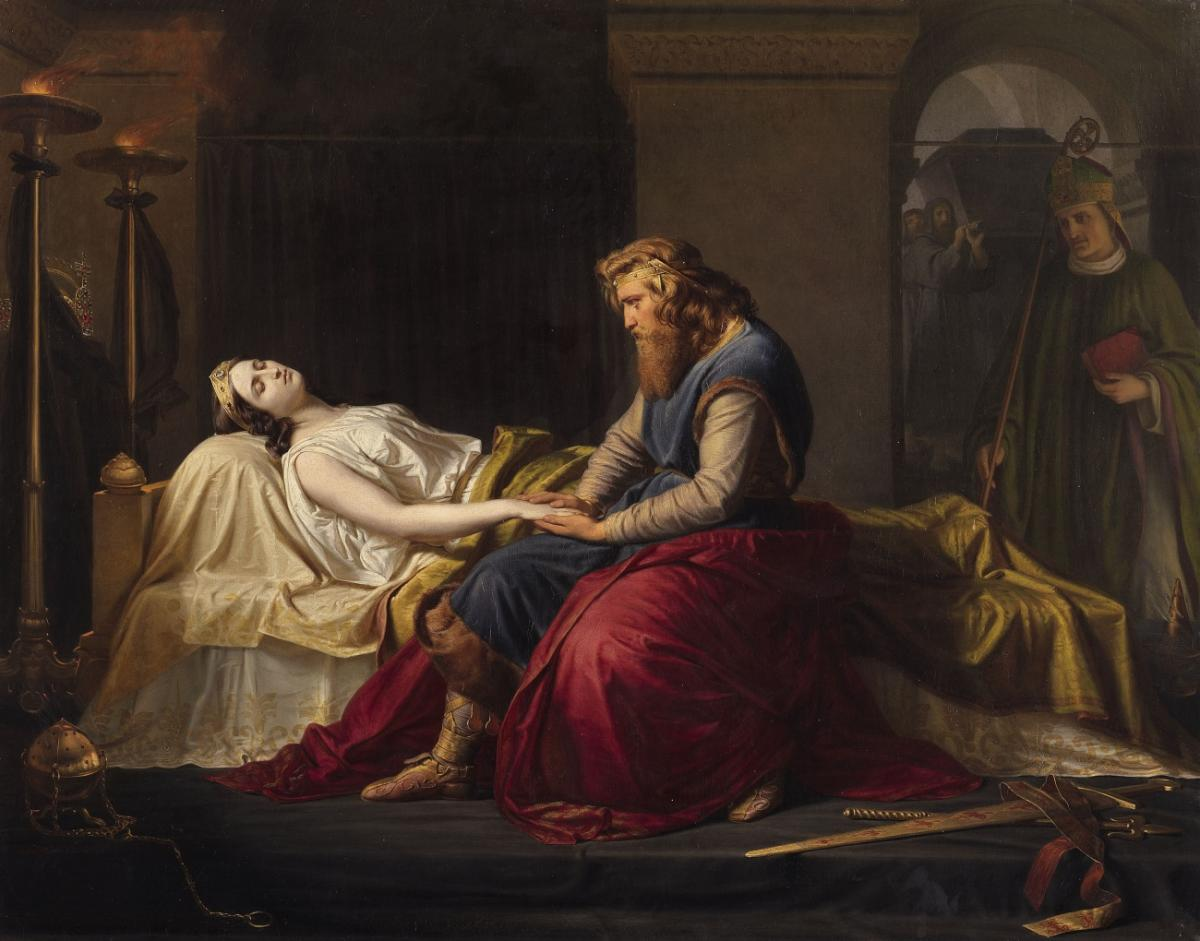
Kaiser Karl trauernd bei seiner verstorbenen Gemahlin Fastrada, 1857

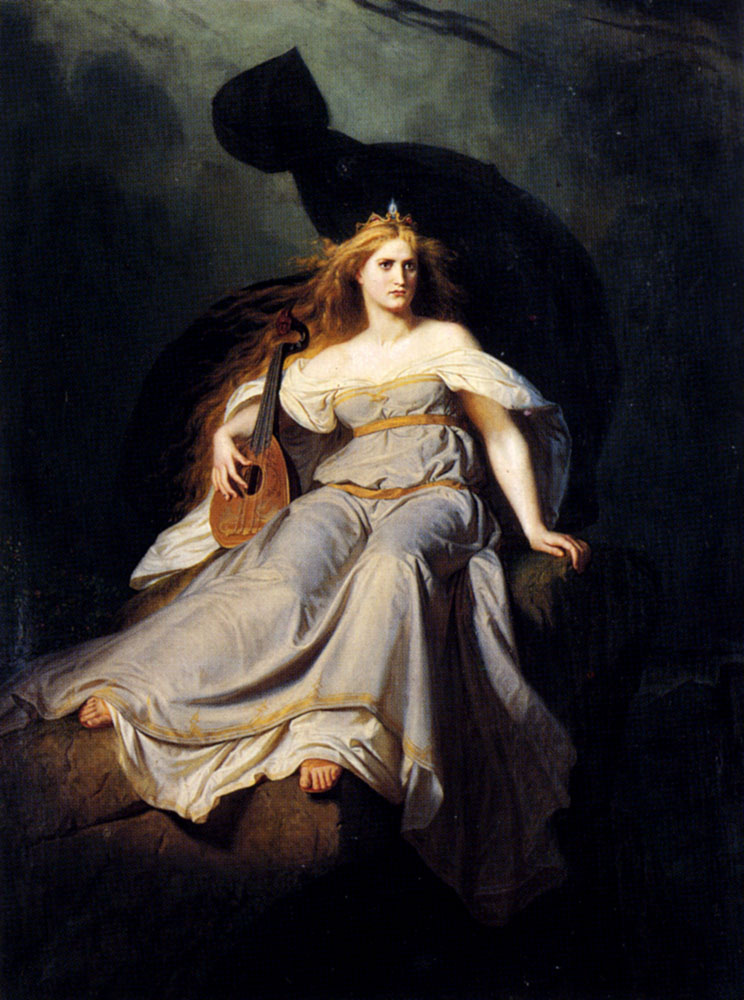
Die Muse der Musik

Adolf Ehrhardt besuchte für kurze Zeit die Kunstakademie in Berlin, ging aber bereits mit 19 Jahren 1832 nach Düsseldorf an die dortige Kunstakademie. Dort konnte er unter Anleitung seines Lehrers Wilhelm von Schadow mit ersten Bildern debütieren.
1838 ließ sich Ehrhardt in Dresden nieder und wurde Assistent des Historienmalers Eduard Bendemann. Diesem und dessen Schwager Julius Hübner hatte er sich schon in der Düsseldorfer Studienzeit freundschaftlich angeschlossen. Zusammen mit Bendemann war Ehrhardt maßgeblich an der Ausschmückung des königlichen Residenzschlosses beteiligt, vor allem bei verschiedenen Wandgemälden des Thron- und Ballsaales.
1846 erhielt Ehrhardt den Titel „Professor“ verliehen, verbunden mit einem Lehrauftrag an der Dresdner Kunstakademie. Als solcher ließ er sich bei der Themenwahl von Werken zum Beispiel Ludwig Richters und Ludwig Uhlands inspirieren. Daneben schuf er Auftragsarbeiten, wie Altargemälde für Kirchen und eine Reihe von Kartons und Farbenskizzen zu Glasmalereien für Kirchen unter anderem in Großbritannien und Braunschweig.
Sozusagen nebenbei überarbeitete Ehrhardt Pierre-Louis Bouviers „Handbuch der Ölmalerei“ und veröffentlichte 1885 „Die Kunst der Malerei“, in dem er sich grundlegende Gedanken über die künstlerische Ausbildung an der Akademie machte.
Adolf Ehrhardt war mit der Düsseldorferin Mathilde Brockhoff (1814–1893) verheiratet. Deren Schwester Odila (1818–1895) war die Frau des Historienmalers und Dresdener Professors Hermann Freihold Plüddemann (1809–1868), einem Weggefährten von Adolf Ehrhardt.
Adolf Ehrhardt starb 1899 im Alter von 86 Jahren. Er und seine Frau wurden im Erbbegräbnis Nr. 87 in der IX. Abteilung des Neuen Johannisfriedhofs in Leipzig beerdigt.
Sein Sohn Max fuhr zunächst zur See und war seit 1875 Maschinenfabrikbesitzer in Wolfenbüttel.

## Werke (Bilder)
- Tod des Sängers Rudello
- Rinaldo und Armida

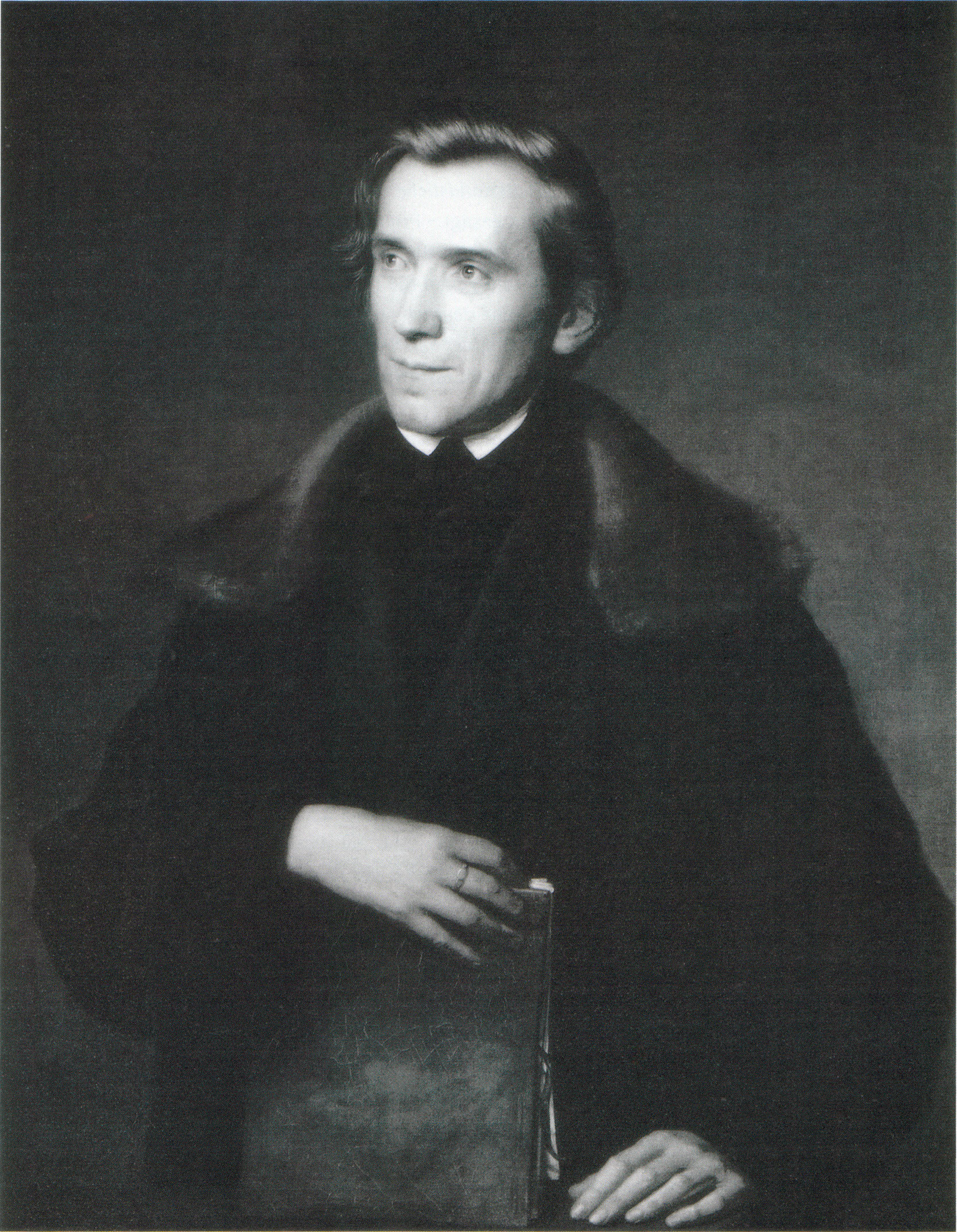
Ludwig Richter, Öl auf Leinwand, 1851

- Karl der Große an der Leiche seiner Gemahlin Fastrade
- Ludwig der Bayer Friedrich den Schönen in der Gefangenschaft aufsuchend
- Luther mit den beiden Studenten im Bären zu Jena
- Karl V. im Kloster
- In höchster Not.
- Die Töchter Clara und Anna des Künstlers.
- Christi Himmelfahrt, Hochaltarbild in Crostwitz (1865).
- Ludwig Richter in seinen letzten Lebensjahren.

## Illustrationen (Auswahl)
- In:  ABC-Buch für kleine und große Kinder / gezeichnet von Dresdner Künstlern. Mit Erzählungen und Liedern von R. Reinick und Singweisen von Ferdinand Hiller. – Leipzig : Wigand, 1845. – Digitalisierte Ausgabe der Universitäts- und Landesbibliothek Düsseldorf
- In: Reinick, Robert. Lieder eines Malers mit Randzeichnungen seiner Freunde. – zwischen 1836 und 1852.
  - Lieder eines Malers mit Randzeichnungen seiner Freunde. – Düsseldorf: Schulgen-Bettendorff, 1838, farbige Mappen-Ausgabe. Digitalisierte Ausgabe der Universitäts- und Landesbibliothek Düsseldorf
  - Lieder eines Malers mit Randzeichnungen seiner Freunde. – Düsseldorf: Schulgen-Bettendorff, 1838. Digitalisierte Ausgabe der Universitäts- und Landesbibliothek Düsseldorf
  - Lieder eines Malers mit Randzeichnungen seiner Freunde. – Düsseldorf : Buddeus, zw. 1839 und 1846. Digitalisierte Ausgabe der Universitäts- und Landesbibliothek Düsseldorf
  - Lieder eines Malers mit Randzeichnungen seiner Freunde. – Leipzig : Vogel, ca. 1852. Digitalisierte Ausgabe der Universitäts- und Landesbibliothek Düsseldorf

## Werke (Literatur)
- Handbuch der Ölmalerei. Für Künstler und Kunstfreunde, nebst einem Anhang über Konservierung, Regeneration und Restaurierung. Hiersemann, Leipzig 1910 (Hiersemanns Handbücher; Band 5)
- Die Kunst der Malerei. Eine Anleitung zur Ausbildung für die Kunst, nebst einem Anhang zur Nachhilfe bei dem Studium der Perspektive, Anatomie und der Proportion. Hiersemann, Leipzig 1910 (Hiersemanns Handbücher; Band 6)
- Gerda oder Zwei Sommer-Sonnenwende-Tage. Eine Erzählung aus dem Ende des 3. Jahrhunderts für die reifere Jugend. Perthes. Gotha 1889.
- Jugenderinnerungen für Kinder und Enkel aufgezeichnet. Frankenstein & Wagner, Leipzig 1899.